# Itajaí
Itajaí là một đô thị thuộc bang Santa Catarina, Brasil. Đô thị này có diện tích 289 km², dân số năm 2007 là 163298 người, mật độ 581,1 người/km².